# René de Lespinasse
Pour les articles homonymes, voir Lespinasse.
René de Lespinasse, né le 13 octobre 1843 à Bourges et mort le 16 février 1922 à Nevers, est un historien et homme politique français.

## Biographie
Élève de l'École impériale des chartes, René Leblanc de Lespinasse y obtient en 1867 le diplôme d'archiviste paléographe grâce à une thèse sur les comtes de Nevers. L'essentiel de son œuvre d'historien concerne le Nivernais. Il préside la Société nivernaise des lettres, sciences et arts de 1889 à 1922. En 1880, il reçoit le prix Archon-Despérouses.

## Publications
- Les métiers et corporations de la Ville de Paris (Imprimerie nationale, Paris, 1892).
- Chartes nivernaises du comte de Chastellux, Nevers, 1896.
- Jetons et armoiries des métiers de Paris (Imprimerie Vallière, 1897).
- Le Livre des métiers d'Étienne Boileau, XIIIe siècle (avec François Bonnardot, Histoire générale de Paris, 1879).
- Une famille noble sous la Terreur (Plon, 1879).
- Le Nivernais et les comtes de Nevers, 1909-1914.
- Cartulaire de Saint-Cyr de Nevers (1916).